# Castello-di-Rostino
Castello-di-Rostino (en idioma corso Castellu di Rustinu) es una comuna y población de Francia, en la región de Córcega, departamento de Alta Córcega.
Su población en el censo de 1999 era de 277 habitantes.

## Demografía
| 303 | 320 | 286 | 274 | 252 | 277 |
| Para los censos de 1962 a 1999 la población legal corresponde a la población sin duplicidades (Fuente: INSEE [Consultar]) |     |     |     |     |     |

- Datos: Q271095
- Multimedia: Castello-di-Rostino / Q271095

1. ↑  Worldpostalcodes.org, código postal n.º 20235.
2. ↑  INSEE, Datos de población para el año 2012 de Castello-di-Rostino (en francés).